# Рассказ о семи повешенных
«Расска́з о семи́ пове́шенных» (рус. дореф. Разсказъ о семи повѣшенных) — повесть Леонида Николаевича Андреева, описывающая последние дни людей, приговорённых к смертной казни через повешение. Произведение было написано в 1908 году; тогда же впервые опубликовано в пятой книге альманаха «Шиповника». Вскоре «Семь повешенных» будет переведён на многие языки мира: иврит, эстонский, болгарский, латышский, итальянский, немецкий, шведский, татарский, армянский, польский, английский, румынский, французский, испанский, голландский и другие; и будет издаваться крупным тиражом, обретя значительный успех как на родине, так и за границей. По прошествии времени писатель откажется от всех авторских прав касательно своей повести.
Андреев взял за основу ведущего психологического конфликта своей повести столкновение «инстинкта жизни» и «инстинкта смерти». Острая экзистенциальная проблематика, неприкрытый протест против смертной казни и пафосная манифестация воли к жизни произведения были высоко оценены критиками.
Существует мнение, что рассказ в своё время вдохновил пятерых сербо-боснийских националистов, в их числе Гаврило Принципа, на покушение на австро-венгерского наследника престола Франца Фердинанда 28 июня 1914 года, повлёкшее за собой начало Первой мировой войны.
Повесть посвящена Льву Николаевичу Толстому.

## Подготовка
Прототипами персонажей произведения были реальные люди, — члены «Летучего боевого отряда Северной области партии социалистов-революционеров» Всеволод Лебединцев (в рассказе — Вернер; на судебном процессе Марио Кальвино — итальянский подданный), Лев Синегуб, Сергей Баранов, Александр Смирнов, Лидия Стуре, Анна Распутина (Шулятикова), Е. Н. Казанская (Лебедева). Вместе они готовили покушение на министра юстиции И. Г. Щегловитова, но были преданы, сданы провокатором Азефом, вследствие чего все семеро были арестованы, предстали пред судом и были казнены в посёлке Лисий нос на берегу Финского залива в ночь с 17 на 18 февраля 1908 года; трупы сброшены в море.
Читая газету «Биржевые ведомости» за 15 февраля 1908 года о суде над крестьянином-эстонцем Вебером, ограбившем усадьбу и убившем старую помещицу, Леонид Андреев вдохновляется созданием образа Ивана Янсона. А новости о неком участнике многочисленных грабежей и убийств, беглом каторжнике-сибиряке Мурилине отражаются в «рождении» персонажа Мишки Цыганка́.
Используя обобщённые образы осуждённых на смертную казнь, Андреев обращался к личным знаниям об одном из главных участников событий В. В. Лебединцеве, а также к рассказу присяжного поверенного, участвовавшего в судебном деле террористов, впоследствии обнаруженный в архивах в 2009 году. К тому же материалом послужили личные воспоминания близкого знакомого Андреева художественного критика С. С. Голоушева, который, будучи ещё и полицейским врачом, неоднократно присутствовал на казнях политических заключённых.

## История создания
Леонид Андреев пишет повесть за крайне малый срок, что для него, заранее планировавшего наперёд весь писательский процесс и тщательно раздумывавшего над каждым произведением, было несвойственно. Причинами стали как общая озабоченность общественности по громкому делу «Летучего боевого отряда Северной области», когда актуальные вести об аресте и казни молодых революционеров разлетаются с бешеной скоростью по всей столице Петроград и активно обсуждаются всеми слоями общества, так и личные переживания писателя, косвенно знакомого с недавно осуждёнными и казнёнными народовольцами, горячо поддерживавшего их взгляды и самопожертвенность и тяжело переносившего их смерть.
По первоначальному замыслу писателя, отражённого в черновом варианте произведения, главным героем должен был стать Вернер, который бы в полной мере олицетворял авторский гуманистический пафос; что легко прослеживается в главе «Я говорю из гроба», не вошедшей в окончательный вариант повести, в которой представлено предсмертное письмо Вернера с «обращением ко всем людям» и со «страстным протестом против смертной казни».
Через месяц интенсивной работы над произведением, 16 марта 1908 года у Андреева имеется черновой вариант «рассказа», а уже 5 апреля он читает новую повесть в своей петроградской квартире друзьям и знакомым, в том числе приглашённым им революционерам Н. А. Морозову и Н. П. Стародворскому, в прошлом приговорённым к смертной казни, но впоследствии получившим более мягкий приговор.

## Сюжет
Каждая глава повести посвящена отдельным переживаниям конкретного человека. Дни ожидания казни становятся нравственно-психическим испытанием для всех семерых смертников. Конец повести подчёркивает контраст жизни и смерти.

#### 1. В час дня, ваше превосходительство
Министра, очень тучного и склонного к апоплексии человека, осторожно предупреждают, что собираются предотвратить готовящееся на него покушение. Когда министр спокойно улыбается в ответ, прибавляют также, что группу террористов, ожидающих его выхода, схватят завтра у подъезда в час дня. Удивлённый министр переезжает ночевать с семьёй в безопасное место. Однако ночью, в тишине и одиночестве чужой спальни, ему становится невыносимо страшно. Смерть, как ему кажется, не уйдёт, пока у террористов не отнимут бомб и не посадят их в крепкую тюрьму. Он вспоминает сказанную ему фразу: «В час дня, ваше превосходительство», — и представляет, как завтра утром встал бы, пил бы кофе и одевался бы в прихожей, и никто не знал бы, что совершенно бессмысленно пить кофе и одевать шубу, когда через несколько мгновений всё будет уничтожено взрывом. Все улыбаются, потому что ничего не знают.
Министр понимает, что когда-нибудь умрёт и сам, но ему не страшно, так как «ничему живому, ни человеку, ни зверю, не дано знать дня и часа своей смерти». Но он узнал точный час и потому находится в страхе и раздражении. От переизбытка этих мыслей сановнику становится дурно: в доме забегали люди, а по телефону требовали доктора.

#### 2. К смертной казни через повешение

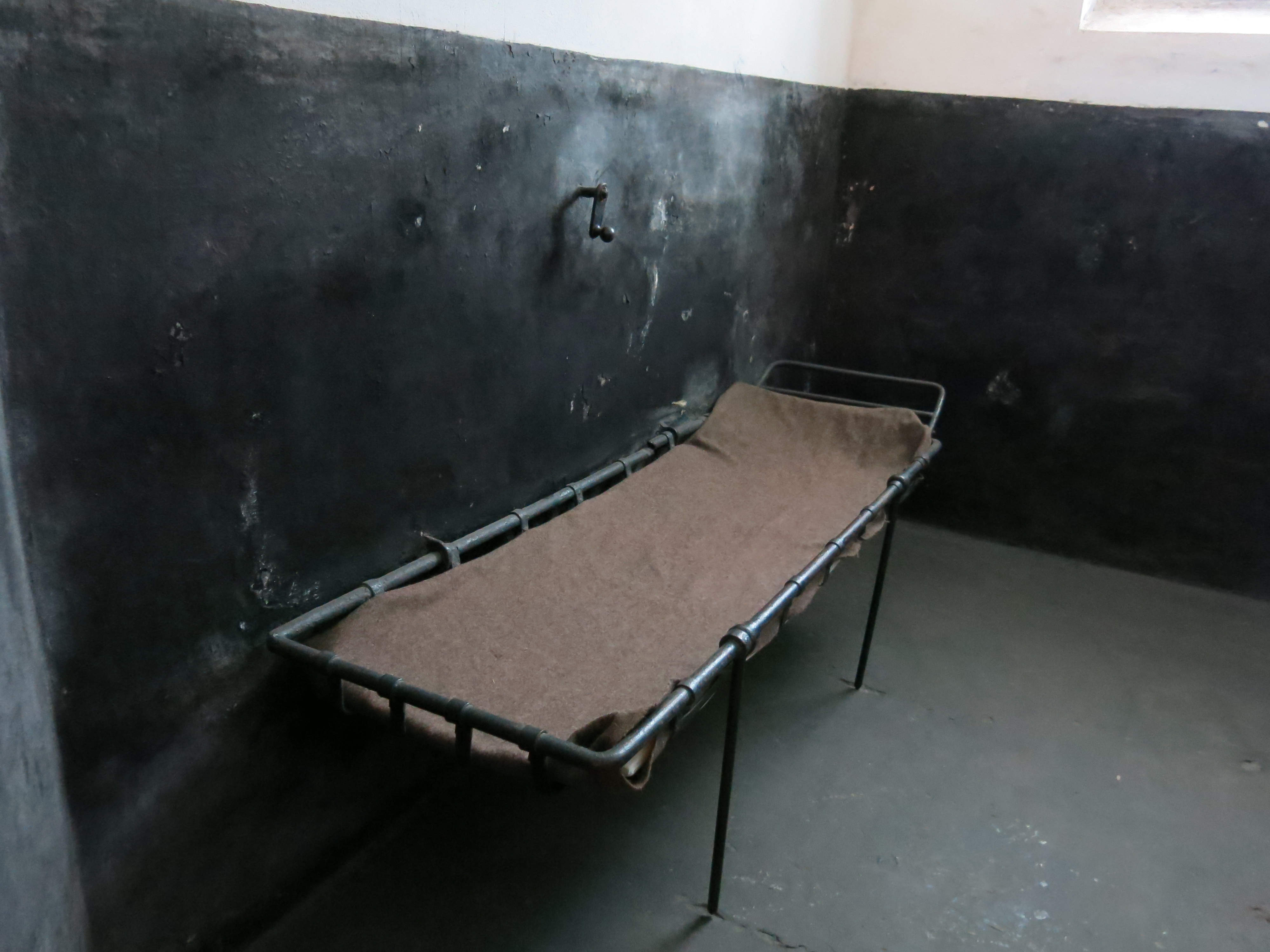
Камера с койкой в Шлиссельбургской крепости, служившей местом содержания политических заключённых с 1723 по 1917 гг.

Четверых террористов, трёх мужчин и одну женщину, вооружённых бомбами, адскими машинами и револьверами, схватили у подъезда. Пятую нашли и арестовали на конспиративной квартире, где хранились динамит и оружие. Старшему из мужчин было 28 лет, младшей из женщин — 19. На суде все пятеро были спокойны, но серьёзны и очень задумчивы. Первым от судей помещался один из назвавших себя — Сергей Головин, сын отставного полковника, бывший офицер, белокурый, широкоплечий юноша с выражением молодой, счастливой наивности в голубых глазах, смотревших в весеннее небо. Туда же смотрела и молодая бледная девушка по прозвищу Муся. Она была строга и бледна «горячей белизной, когда внутри человека как бы зажжён огромный, сильный огонь, и тело прозрачно светится, как тонкий севрский фарфор». Рядом сидел её сосед по прозвищу Вернер, вежливый, нежный и красивый, но с лицом, замкнутым, как железная дверь. Следующий за ним, Василий Каширин, «весь состоял из одного сплошного, невыносимого ужаса смерти и такого же отчаянного желания сдержать этот ужас и не показать его судьям». Пятая террористка, Таня Ковальчук, обнимала всех материнским заботливым оком и казалась матерью всем этим людям. Это она встретила полицию выстрелами и ранила одного сыщика в голову.
Суд кончился в восемь часов. После приговора обвинённые столкнулись на минуту в дверях и обменялись короткими фразами. Таня Ковальчук утешает остальных, что после приговора их посадят вместе.

#### 3. Меня не надо вешать
За две недели до суда над революционерами судят и приговаривают к повешению батрака Ивана Янсона, эстонца. Он жесток, молчалив, изуверски равнодушен и некрасив. Узнав из разговоров местных об участившихся в округе убийствах, грабежах и поджогах, Янсон в один зимний вечер бьёт своего хозяина ножом в спину, вытаскивает из комодов деньги и кидается к хозяйке, чтобы изнасиловать её, но сам едва оказывается не задушен и сбегает в поле. Через час его схватили у сарая за попыткой поджога. На суде Янсон начинает бредить, повторяя: «Меня не надо вешать». Его сажают в камеру. Когда арестовывают террористов, весть об этом доходит до тюрьмы, и надзиратель сообщает Янсону, что его казнь «теперь скоро, через недельку». Янсон резко худеет, становится вялым и сонливым. Только теперь он осознаёт неизбежность близкой смерти. Ночами он чувствует, что смерть вошла в камеру, ищет его руками, хватает его, и постепенно сходит с ума. В день, когда нужно собираться на казнь, Янсон сонно повторяет, что не хочет быть повешенным.

#### 4. Мы, орловские
Тем же присутствием военно-окружного суда был приговорён к повешению крестьянин Орловской губернии, Михаил Голубец, по кличке Миша Цыганок, он же Татарин — убийца и грабитель. Он откровенен, искренен, не боится называть себя разбойником. На суде Цыганок ведёт себя гордо и величественно. Без малейшего угрызения совести судьи выносят ему смертный приговор. В тюрьме он проводит 17 дней, полных мыслей о побеге, о воле и о жизни. Однажды к Цыганку заходит надзиратель, предлагая ему стать палачом взамен на жизнь, но Цыганок несколько раз отсрочивает своё решение, и на место палача находят другого. Ближе к казни его начинает преследовать стремительность разорванных образов, крутящийся поток мыслей. Сон его становится беспокойным; по ночам он начинает выть и то просит пожалеть его, то бранится по целому часу. Когда явились ночью в камеру, чтобы вести Цыганка на казнь, он как будто ожил: лукавит, язвит и шутит над надзирателем.

#### 5. Поцелуй — и молчи
В четверг пятерым террористам предлагают увидеться с родными — значит, казнь будет в пятницу на рассвете. У Тани Ковальчук, как и у Муси с Вернером, близких родных не было; Сергею Головину и Василию Каширину предстояло свидание с родителями. После приговора заключённых сажают не вместе, а поодиночке. К Сергею приходит отец — полковник в отставке Николай Сергеевич Головин — и мать. Поцеловав сына в губы, она молча садится: ещё с ночи муж наказал ей «не отягчить, а облегчить последнюю минуту нашему сыну». «Главное, поцелуй — и молчи!» — учил он её накануне встречи. Но выдержанная и строгая встреча с сыном оборачивается слёзными поцелуями и ласковым прощанием. Николай Сергеевич благословляет сына на смерть: «Умри храбро, как офицер».
К Василию Каширину пришла только мать: отец, богатый торговец, несмотря на все уговоры отказывается прийти. Свидание усугубляется слезами старухи и проклятиями в адрес отца со стороны Василия. Между ним и его матерью — вечное непонимание и холодные, не согревающие сердца слёзы одиночества. Наконец она ушла и заблудилась в городе, «где родилась, выросла, состарилась». У неё кружится голова, она падает и не может встать. И почему-то чудится ей, что она пирует на свадьбе сына и захмелела от вина.

#### 6. Часы бегут
В крепости, где сидели осуждённые террористы, находилась колокольня с старинными часами. Каждый час, каждые полчаса, каждую четверть часы вызванивали что-то тягучее, что-то печальное, медленно тающее в высоте, как отдалённый и жалобный клик перелётных птиц. Днём этот звон терялся в городском шуме, но с приходом ночи, во мраке и тишине огромной крепости, начинал раздаваться мелодичный бой часов. И в этой торжественной тишине, колеблемой печальным звоном убегающих минут, отделённые от всего живого, пять человек, две женщины и трое мужчин, ожидали наступления ночи, рассвета и казни, и каждый по-своему готовился к ней.

#### 7. Смерти нет
Всю свою жизнь Таня Ковальчук думала только о других и никогда о себе. Своей смерти она даже не представляет — сердце Тани плачет лишь по её близким, по отсутствию табака у Серёжи и крепкого чая — у Вернера. Особенной жалостью жалеет она Мусю. А Муся была счастлива. Она ровно и неутомимо шагала по камере, представляя себе, что её, совсем не героиню, подвергнут почётной и прекрасной смерти, какой до неё умирали настоящие герои и мученики. Она даже передумывает принимать яд, так как подобную смерть могут неправильно понять. Рассуждая о собственной жертве, Муся приходит к заключению, что никакой смерти для тех, кто «извека через костёр, пытки и казни идут к высокому небу», не существует. Как бессмертия нет, когда уже сейчас она бессмертна? Устав ходить, Муся ложится на койку и слышит проходящий за углом военный оркестр.

#### 8. Есть и смерть, есть и жизнь
О смерти Сергей Головин никогда не думал. Он был крепок, силён, жизнерадостен и считал, что в жизни нужно делать всё хорошо. «Есть теперь другое, что нужно сделать хорошо, — умереть», — весело заключает Сергей. Со второго утра в крепости он начинает заниматься гимнастикой. Страх смерти начал являться к нему постепенно и как-то толчками. «Неужели я боюсь?» — удивлённо вопрошает Сергей. Острый, как бы чужой страх вынуждает его оставить упражнения. Никакие попытки избавиться от страха не помогают. Просидев несколько часов в неподвижности, гася всякую мысль, избегая всякого движения, он вдруг возвращается к своей гимнастике, шутя, что новым, девятнадцатым упражнением будет подвешивание его за шею.

#### 9. Ужасное одиночество
В ужасе и тоске оканчивал свою жизнь Василий Каширин. К нему страх смерти пришёл сразу и овладел им безраздельно и властно. Он мечется по камере, прижимается лбом к стене, разыскивает что-то глазами, будто ища лекарства. Исполнители приговора кажутся ему механическими куклами, а сама казнь — машинной работой. Всё предстаёт перед ним в призрачном и игрушечном виде. Даже мать, пришедшую к нему на свидание, он мнит искусно сделанной куклой. Пытаясь молиться, он вспоминает лишь три интимных, овеянных тихой поэзией слова из раннего детства — «Всех скорбящих радость». Но безумие тяжко наползало. Когда за ним в камеру заходят люди и ведут на казнь, он по-детски невинно шепчет: «Я не буду! Я не буду!»

#### 10. Стены падают
Вернер был человек, уставший от жизни и борьбы. Когда-то он любил жизнь, наслаждался искусством и людьми, однако в душе его постепенно зрело тёмное презрение. Когда по поручению организации Вернер убивает провокатора, он перестаёт уважать себя и теряет желание жить. Теперь он решает умереть так, будто ничего не произошло и не произойдёт. Вместо мыслей о смерти он разыгрывает в голове трудную шахматную партию. Ища мешающий ему ошибочный ход, он вдруг останавливается: «Не в том ли ошибка, что игрою в шахматы он хочет отвлечь своё внимание от казни и оградиться от того страха смерти, который будто бы неизбежен для осуждённого?» Закрыв невидимую доску, он ощущает себя подозрительно легко и свободно: нет ни завтрашней казни, ни даже тюремных стен. Наоборот, он словно вышел из какой-то тюрьмы, в которой сидел всю жизнь. Внезапно его осенило: он представляет, как идёт по высочайшему горному хребту и с двух его сторон видит два прекрасных моря, сливающихся на горизонте — жизнь и смерть. И новою предстала жизнь: гордый и властный от природы, Вернер ощущает порыв любви и жалости ко всем людям, к своим «милым товарищам» и начинает плакать. В этом горько плачущем и сквозь слёзы улыбающемся человеке никто не признал бы холодного и надменного, усталого и дерзкого Вернера — ни судьи, ни товарищи, ни он сам.

#### 11. Их везут
Перед тем как рассаживать осуждённых по каретам, их собрали в большой холодной комнате и позволили поговорить между собою. Теперь, когда они были вместе, они как бы совестились того, что каждый из них испытал в одиночестве. Все говорили и двигались странно. Один Василий, необыкновенный, страшный и кажущийся мёртвым, привлекает их внимание. Вернер Признаётся Мусе, что теперь он «очень любит». В общении друг с другом все постепенно становились такими, как прежде.
Но тут им предложили ехать. Приговорённые рассаживаются в кареты по двое. В карете с Вернером сидит «что-то маленькое, неподвижное, но живое» — Янсон. Они разговариваются и сближаются друг с другом.
Осуждённых привозят на вокзал. До вагонов шли сами: Янсона пришлось вести под руки. В двери вагона, громко дыша и отплёвываясь, заходит Миша Цыганок и садится к остальным. Дробно и деловито постукивают колеса, маленькие вагончики попрыгивают по узеньким рельсам и старательно бегут. А когда будет остановка, «наступит смерть — вечность — великая тайна».

#### 12. Их привезли
Старательно бежали вагончики. Таня Ковальчук даёт мёрзнущему Василию тёплый платок — «повязать шею». Цыганок предлагает Вернеру прибить конвойных: «В драке-то оно всё веселее, а?», — но Вернер отказывается. Вдруг вагончики замедлили ход: из вагона будто сразу выкачали весь воздух. Наступает сон и беспамятство.
Толпа сходит на станции и по лесу, по нерасчищенной дороге идёт к месту казни. По пути с Янсоном случается обморок. Все отказываются от повторного зачитывания приговора, а также от священника. Осуждённым приказывают становиться в пары. Серёжа встаёт впереди с Василием; Вернер берёт Янсона; Таня Ковальчук остаётся с Мусей. Головин и Каширин прощаются и уходят на казнь. Цыганок понимает, что не хочет быть повешенным в одиночестве; Муся шагает к нему навстречу и предлагает идти с ней. Они крепко целуются. Уходят Вернер и Янсон, затем — Муся с Цыганком. «Одна я, — вдруг заговорила Таня и вздохнула. — Умер Серёжа, умер и Вернер и Вася. Одна я. Солдатики, а солдатики, одна я. Одна...»
Над морем всходило солнце. В ящик складывали трупы с вытянутыми шеями, с безумно вытаращенными глазами, с опухшим синим языком, с губами, орошёнными кровавой пеной. Плыли трупы назад, по той же дороге, по которой сами, живые, пришли сюда. Так люди приветствовали восходящее солнце.

## Художественные особенности
Повесть «Рассказ о семи повешенных», по мнению американского литературоведа Александра Кауна, содержит в себе тонкую, проницательную работу автора по придаче индивидуальности каждому, даже второстепенному персонажу, вроде тюремного надзирателя или часового Каширина. Андрееву, «удачным словом и художественной интуицией», удаётся не только заставлять читателя воспроизводить в уме героев и ситуации, но и уводить его в некие «туманные области своего внутреннего я», превращая всё «абстрактное и невыразимое в осязаемую реальность при помощи убедительных, искренних образов».
Писатель и литературный критик Д. С. Мережковский резко отзывался о художественных особенностях произведения:
<…> И здесь, впрочем, есть художественные провалы, слишком явные. <…> созерцание весеннего неба сквозь тюремные решётки двумя заключёнными, молодым человеком и девушкой, — поэтическая дешёвка; что сравнение «нежного и красивого юноши» с «лунною ночью где-нибудь на юге, на берегу моря, где кипарисы и чёрные тени от них» напоминает иллюстрированные путеводители по Южному берегу Крыма; что такие образы, как «страх смерти тянул свою бледную голову из каждой по́ры тела», или «каждый нерв казался похожим на вздыбившуюся выгнутую проволоку, на вершине которой маленькая головка с безумно вытаращенными глазами, судорожно разинутым, задохнувшимся безмолвным ртом», или «вечный неугомон разбрасывал его широким снопом извивающихся искр», — стоит ли говорить, что всё это старомодная декадентщина?

## Критика

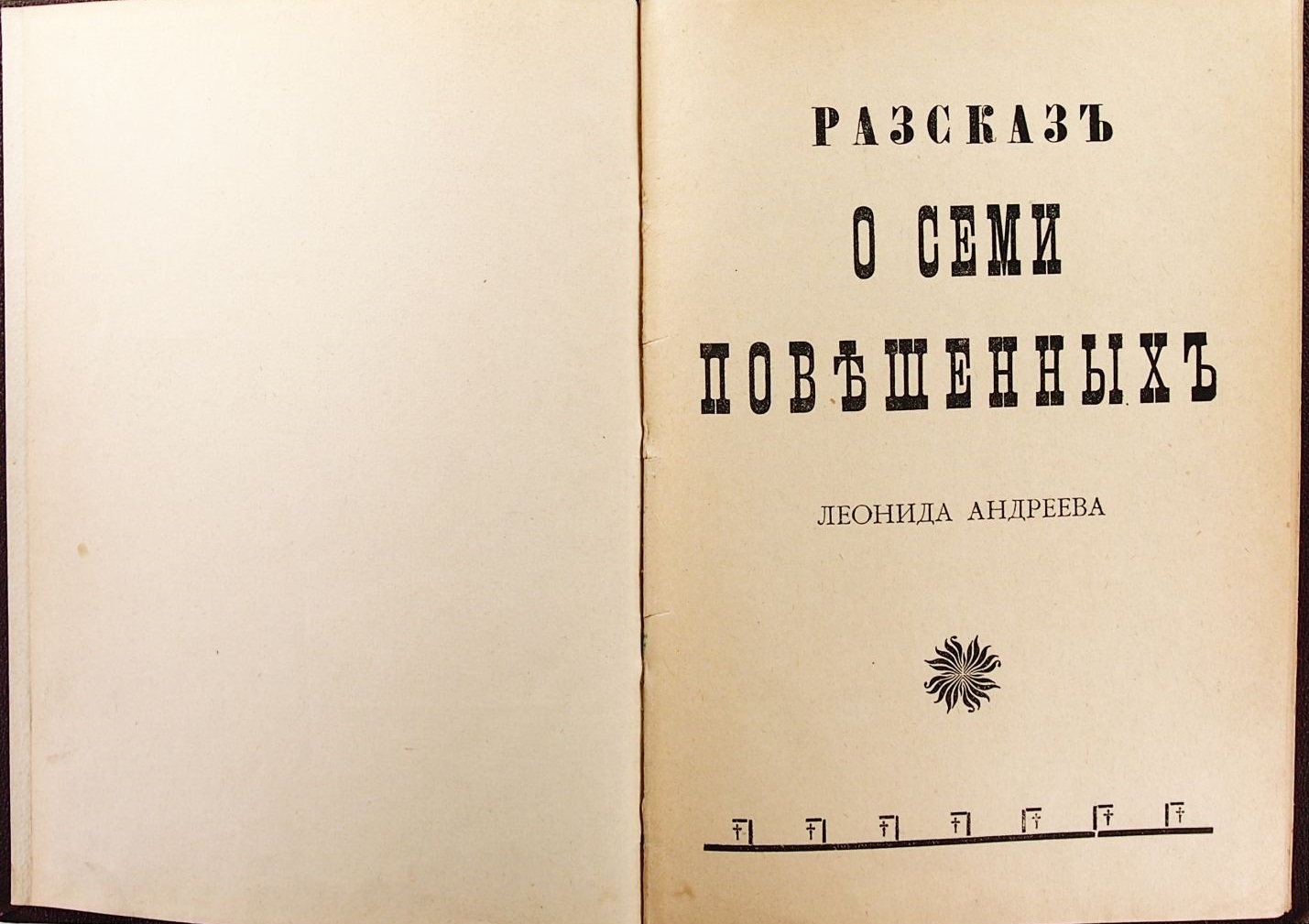
Авантитул и титульный лист с изображением эшафотов с висельниками в нижней части страницы

В воспоминаниях личного секретаря Н. Н. Гусева, писатель Лев Толстой в целом плохо отзывался о повести Андреева, считая её чересчур «фальшивой» и «отвратительной» в плане писания «о таком предмете, как смерть, повешение».
Писатель и публицист М. Горький указывал на полное безразличие приговорённых революционеров к «делам, за которые они идут на виселицу», производящее впечатление, словно «герои повести прожили свою жизнь неимоверно скучно» и «не имеют ни одной живой связи за стенами тюрьмы и принимают смерть, как безнадёжно больной ложку лекарства».
Русский литературный критик и публицист Д. В. Философов, сетуя на учащение случаев смертной казни в стране, с восторгом отзывался о произведении как о «подлинном деле любви», и подмечал в нём «пронизанность лучами религиозного просветления».
Русский литературный критик Ю. И. Айхенвальд так писал о повести: 
Когда в альманахе "Шиповника" появился "Рассказ о семи повешенных", заглавная страница его была снабжена орнаментом из виселиц и висельников. И художник, и писатель сделали из русского кошмара сюжет, из смертной казни - виньетку. В этом одном уже есть нечто кощунственное. <…> надо сказать, что факты, описанные Андреевым, производят впечатление жуткое и удручающее, но психология его, за исключением отдельных моментов, как всегда, неубедительна и необязательна. <…> Он [Андреев] чертит свои человеческие узоры; между ними есть искусные, например фигура Цыганка или эта чернеющая в снегу, стоптанная калоша Сергея; однако есть и ненужные. Множество деталей, отсутствие сосредоточенности так характерны для автора. Впрочем, опять скажем - грешно прилагать к этому рассказу эстетическое мерило. Он сильно действует, но трудно решить - почему: благодаря ли Андрееву или как раз оттого, что писателя отодвигает здесь сама жизнь - такая страшная, такая дикая, такая обильная смертью и, что неизмеримо больше смерти, смертной казнью...
Уже в 1925 году Д. Святополк-Мирский называл повесть одним из немногих произведений Андреева, «выделяю[щихся] своими литературными достоинствами»: «Это не протест против насильственной смерти, а прославление русских революционеров, почему рассказ и стоит особняком в творчестве Андреева. Он стоит особняком и от всего, что Андреев написал в это время - по своей благородной простоте и сдержанности. Для атмосферы русской общественной жизни того времени характерно, что, при всей аполитичности Андреева, он был твердо убеждён в святости террористов. Даже проститутка не сомневается, что предел добра - быть политическим убийцей».

## Экранизации и использование романа как литературной основы

### Сценические версии
25 ноября 2005 года в Московском театре Олега Табакова ставится спектакль «Рассказ о семи повешенных» под руководством литовского театрального режиссёра Миндаугаса Карбаускиса, для которого работа в жанре «театрального рассказа» стала первым таким опытом.
Спектакль по одноимённой повести «Рассказ о семи» (2022), по замыслу режиссёра Ивана Комарова, проходит в декорациях прозрачных кубов, находясь в которых актёры отыгрывают «метаморфозу героев».

### Экранизации
Несохранённый до наших дней советский одноимённый драматический фильм Петра Чардынина «Рассказ о семи повешенных» (1924) стал первой экранизацией трагической повести Леонида Андреева. В 1928 году фильм был навсегда изъят из кинопроката как «недоброкачественный в художественном и идеологическом отношении».
В 1968 году вышел чехословацкий чёрно-белый драматический фильм «Баллада о семи повешенных» (слов. Balada o siedmich obesených), сценарий которого практически полностью основан на повести «Рассказ о семи повешенных». Фильм был запрещён к кинопрокату в СССР.